# Nicolás V
Nicolás V (en latín: Nicolaus PP. V), nacido como Tommaso Parentucelli (Sarzana, 15 de noviembre de 1397-Roma, 24 de marzo de 1455) fue el 208.º papa de la Iglesia católica desde el 6 de marzo de 1447 hasta su muerte.

## Primeros estudios
Parentucelli nació en Sarzana, Liguria, Italia, donde su padre era médico. Aquel murió cuando Parentucelli era joven, lo que provoca que Parentucelli deba dejar sus estudios en la Universidad de Bolonia, debiendo convertirse en tutor en Florencia de las familias de los Strozzi y Albizzi, donde conoció a los principales eruditos humanistas de su tiempo. En 1419, volvió a Bolonia y tres años después, en 1422, obtuvo un título en teología.

## Secretario y obispo de Bolonia

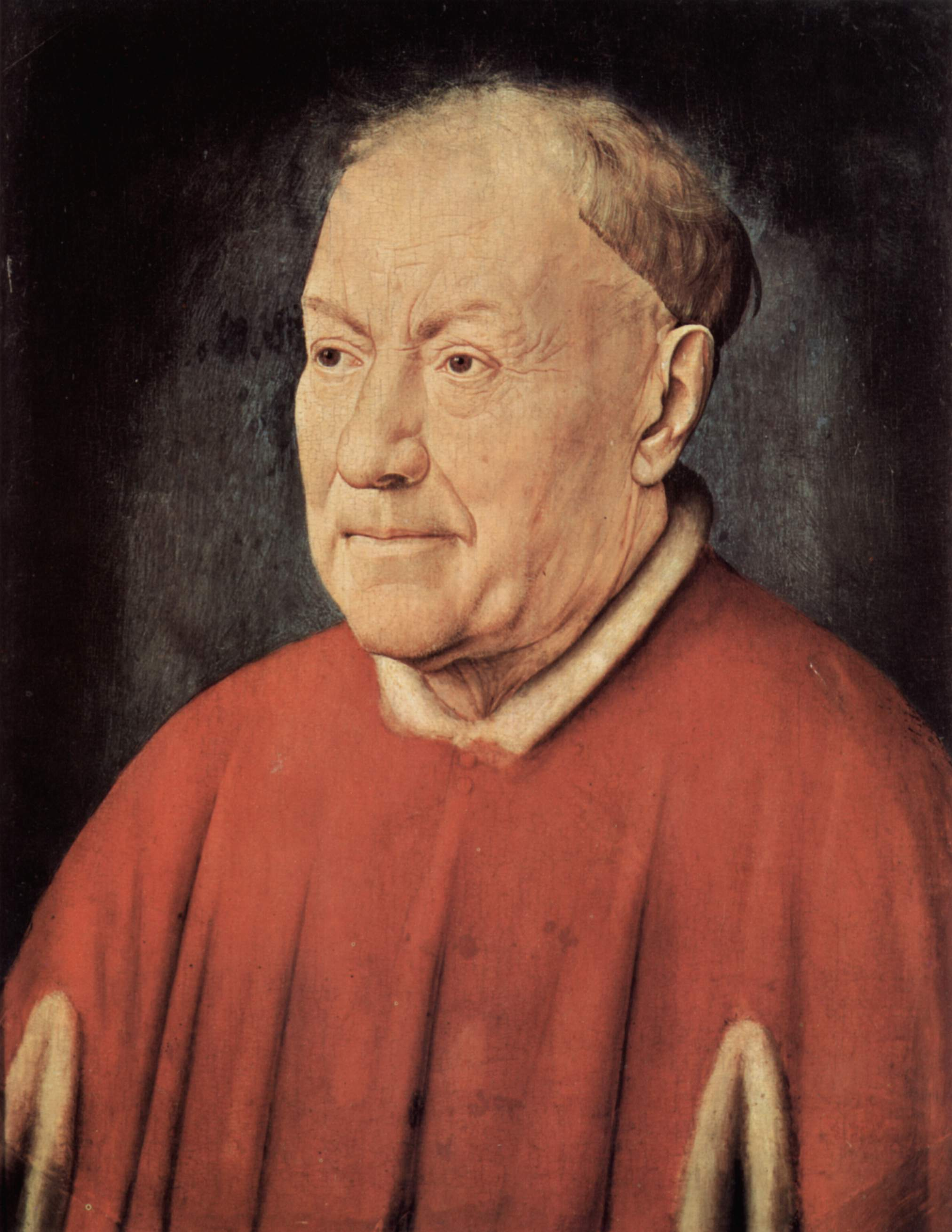
Niccolò Albergati, obispo de Bolonia por Jan van Eyck.

El obispo Niccolò Albergati estaba tan impresionado por sus capacidades, que Parentucelli pasó a formar parte de su servicio como bibliotecario, y se le dio la oportunidad de continuar sus estudios, al enviarlo en un viaje por el Sacro Imperio, Francia e Inglaterra, para obtener información de las condiciones que tenían las casas reinantes y las sedes episcopales. En aquella travesía inició la recolección de libros, por los cuales poseía una gran pasión, dondequiera que iba. Algunos de ellos sobreviven hasta nuestros días con sus anotaciones marginales.
Asistió al Concilio de Basilea y en 1444, cuando murió su patrón, fue nombrado obispo de Bolonia en su lugar. Al asumir, los trastornos cívicos en Bolonia se prolongaron, por lo que el Papa Eugenio IV lo nombró pronto como uno de los legados en Fráncfort del Meno. Su misión era ayudar en la negociación de un acuerdo entre la Santa Sede y el Sacro Imperio Romano Germánico, para intentar modificar, o al menos contener, la reforma de los decretos del Concilio de Basilea.
Su éxito de la diplomacia le ganó el premio, a su regreso a Roma, de su nombramiento como cardenal presbítero de S. Susanna en diciembre de 1446.

## Pontificado

### Elección
En el cónclave de 1447 fue elegido papa para suceder a Eugenio IV. Tomó el nombre de Nicolás V en honor de su benefactor, Niccolò Albergati. Tan pronto como el nuevo pontífice fue entronizado, se consideró que nuevos aires entraban en San Pedro. Ahora que ya no había ningún peligro de un nuevos brotes de cisma, y luego de que el Concilio de Constanza hubiera perdido toda influencia, Nicolás V concibió el hacer de Roma el sitio de monumentos, casa de la literatura y el arte, baluarte del papado y la digna capital del mundo cristiano. Aunque flexible, Nicolás V no fue menos rígido que Eugenio IV en la "defensa de la autoridad papal".
A pesar de los escasos ocho años que duraría su pontificado, su gobierno fue importante en la historia política, científica y literaria del mundo. Políticamente, concluyó el Concordato de Viena, o Aschaffenburg, (17 de febrero de 1448) con el rey de romanos Federico III de Habsburgo, por el cual los decretos del Concilio de Basilea contra las anatas papales y las reservas fue derogado en lo que al Sacro Imperio Romano Germánico se refiere. Al año siguiente consiguió un triunfo aún más táctico con la renuncia del antipapa Félix V (7 de abril) y su propio reconocimiento por el Concilio de Basilea, que se reunieron en Lausana.

### El renacimiento de Roma

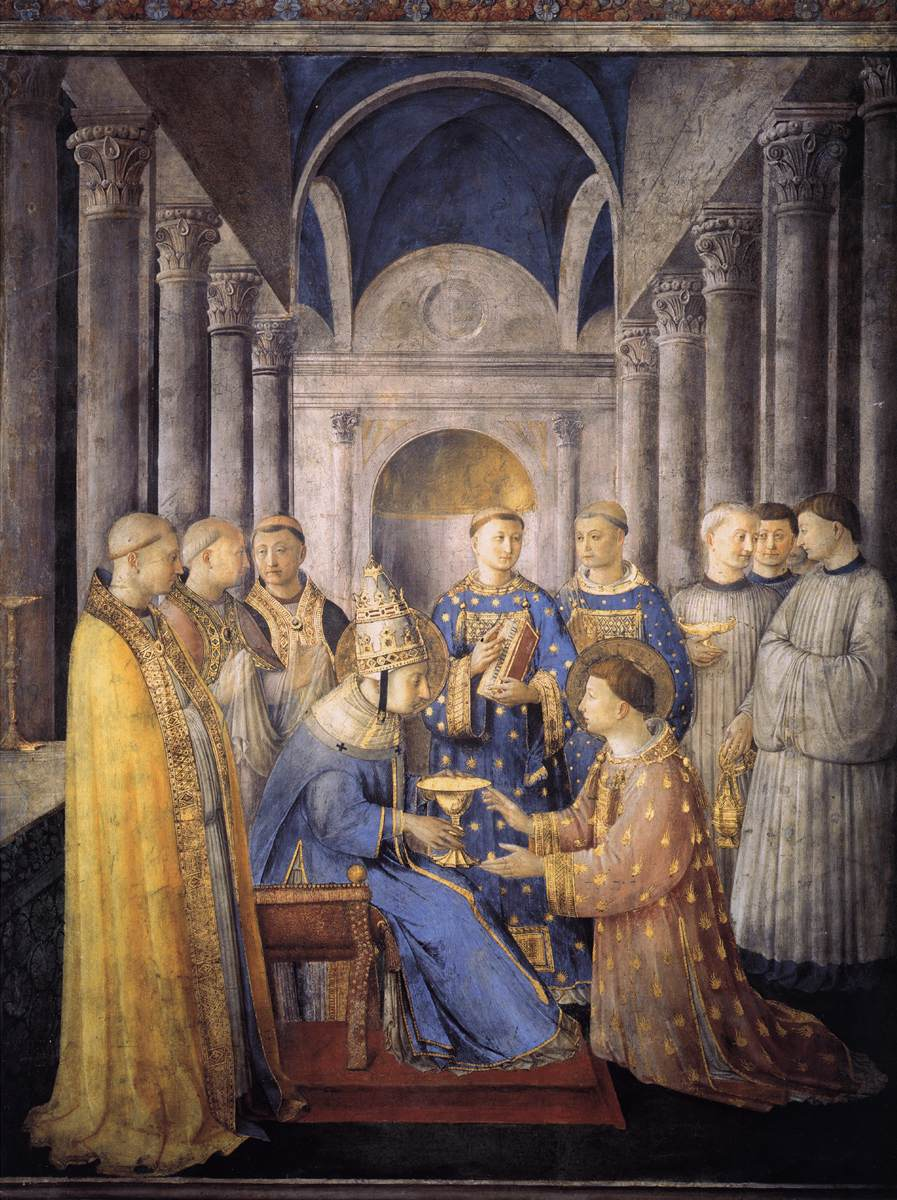
Nicolás V, representado como el papa Sixto II, consagra diácono a Lorenzo (Fra Angelico, c. 1449).

En 1450, Nicolás V celebró un Jubileo en Roma, y las ofrendas de los numerosos peregrinos que acudía a la Ciudad Eterna le dio los medios para promover la causa de la cultura en Italia, que deseaba tanto en su corazón.
La intención original de los jubileos era la de señalar el comienzo de un nuevo siglo aunque luego se celebraron cada 25 años. Para hacer acreedor a la indulgencia, el peregrino que llegaba a la ciudad tenía que visitar determinadas iglesias y desde 1300 en adelante la política financiera del papado confiaba en los ingresos aportados por los peregrinos. Los planes papales para la reconstrucción de Roma estuvieron basados en gran parte en facilitar la movilidad de los grupos de peregrinos entre las siete iglesias principales. 
En marzo de 1452, ya coronado Federico III como emperador del Sacro Imperio en la Basílica de San Pedro, la última ocasión de una coronación de un emperador en Roma. Dentro de la ciudad de Roma, Nicolás V introdujo el nuevo espíritu del Renacimiento. Su principal plan era el embellecimiento de la ciudad con nuevos monumentos, dignos de la capital del mundo cristiano.
Sus primeras preocupaciones se centraron en el reforzamiento de las fortificaciones de la ciudad, del ornato e incluso pavimentación de algunas calles principales, y la restauración del suministro de agua. El fin de la antigua Roma es, a veces, datada en la fecha de la destrucción del magnífico conjunto de acueductos en el siglo VI. Para la Roma del Medievo, el suministro de agua dependía de pozos y cisternas para los ciudadanos, mientras que para los pobres directamento de las aguas del río Tíber. El acueducto Aqua Virgo, originalmente construido por Marco Vipsanio Agripa, fue restaurado por Nicolás V y comenzó a desembocar en una simple pila que Leon Battista Alberti diseñó, el predecesor de la Fontana de Trevi.

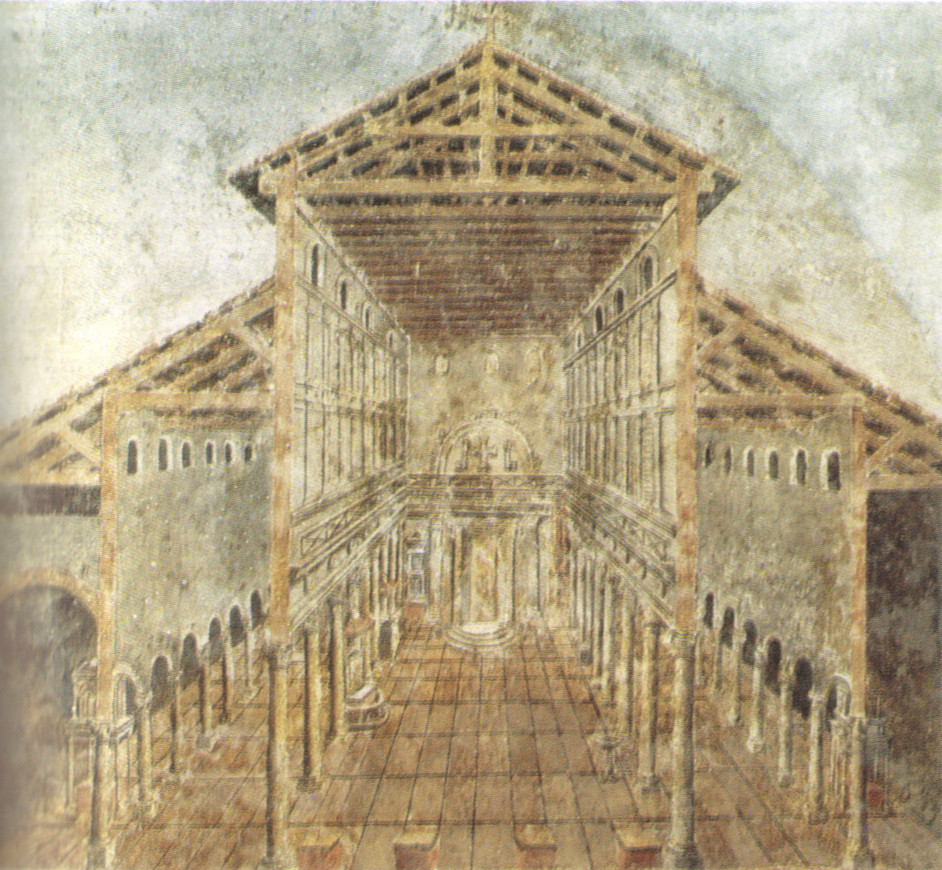
Aspecto de la antigua basílica de San Pedro.

Pero las obras en las que Nicolás puso especial atención fueron la reconstrucción del Vaticano, el barrio Borgo, y la Basílica de San Pedro, donde debían ser enfocadas las fuerzas del papado.
Llegó a derribar parte de la antigua basílica, hizo algunas reformas en el Palacio de Letrán (de los cuales, unos frescos de Fra Angelico son testimonio), y puso a disposición 2.522 carros con mármol del Coliseo de Roma en ruinas para su uso en las nuevas construcciones.

### El patrocinio al movimiento humanista
Bajo el patrocinio generoso de Nicolás V, el humanismo realizó grandes avances. Los nuevos conocimientos habían sido hasta ahora considerados sospechosos en Roma, así como una posible fuente de cisma y una herejía en un interés malsano en el paganismo. Al contrario de estas acusaciones, Nicolás V contrató a Lorenzo Valla para la traducción de documentos griegos, tanto paganos como cristianos, al latín. Esta empresa, realizada justo antes de la aparición de la imprenta, contribuyó enormemente a la repentina expansión del horizonte intelectual.
Nicolás V, con la asistencia de Enoc de Ascoli y Giovanni Tortelli, fundó una biblioteca de nueve mil volúmenes. El mismo Papa era un hombre de vasta erudición, y su amigo Eneas Silvio Piccolomini dijo de él que "lo que no sabe está fuera del alcance del conocimiento humano". Manuscritos preciosos fueron rescatados de sus propietarios ignorantes, y suntuosamente alojados en el Vaticano. Así pudo concretarse la fundación de la Biblioteca Vaticana en 1448, y fomentó la traducción de clásicos como Diodoro, Tucídides, Homero y Estrabón.
En 1451 proclamó una bula para fundar la Universidad de Glasgow. El 18 de octubre de 1451 firmó una constitución en la que implementaba la realización del Proceso de Canonización de Vicente Ferrer, dirigiéndola a tres Cardenales: Jorge de Flisco, Alfonso de Borja y Juan de Carvajal.

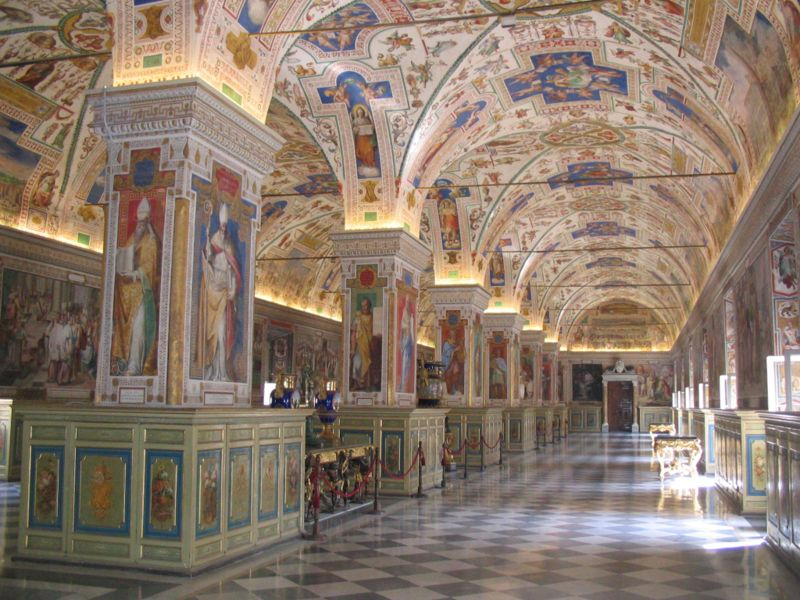
Antigua sala de lectura, fundada por Nicolás V, para la Biblioteca Vaticana.

### Participación política
Ayudó a reorganizar políticamente a Francia e Inglaterra, al mismo tiempo que apoyaba a España en la expulsión definitiva de los árabes. Pronto hubo contactos secretos entre Venecia y Milán que permitieron la firma de la paz entre aquellos Estados en abril de 1454, a la que se sumó Florencia en agosto de ese mismo año.
También en el año 1452, Nicolás V había emitido la bula papal Dum Diversas, que concedía al rey de Portugal el derecho de reducir a cualquier "sarraceno, pagano y cualquier otro incrédulo" a la esclavitud hereditaria. Dum Diversas legitimaba así el comercio de esclavos, que se inició en esa época con las expediciones de Enrique el Navegante para encontrar una ruta marítima a la India, las cuales se financiaron con los esclavos africanos. Esta aprobación de la esclavitud fue reafirmada y ampliada en su bula papal Romanus Pontifex de 1455.

### Últimos años

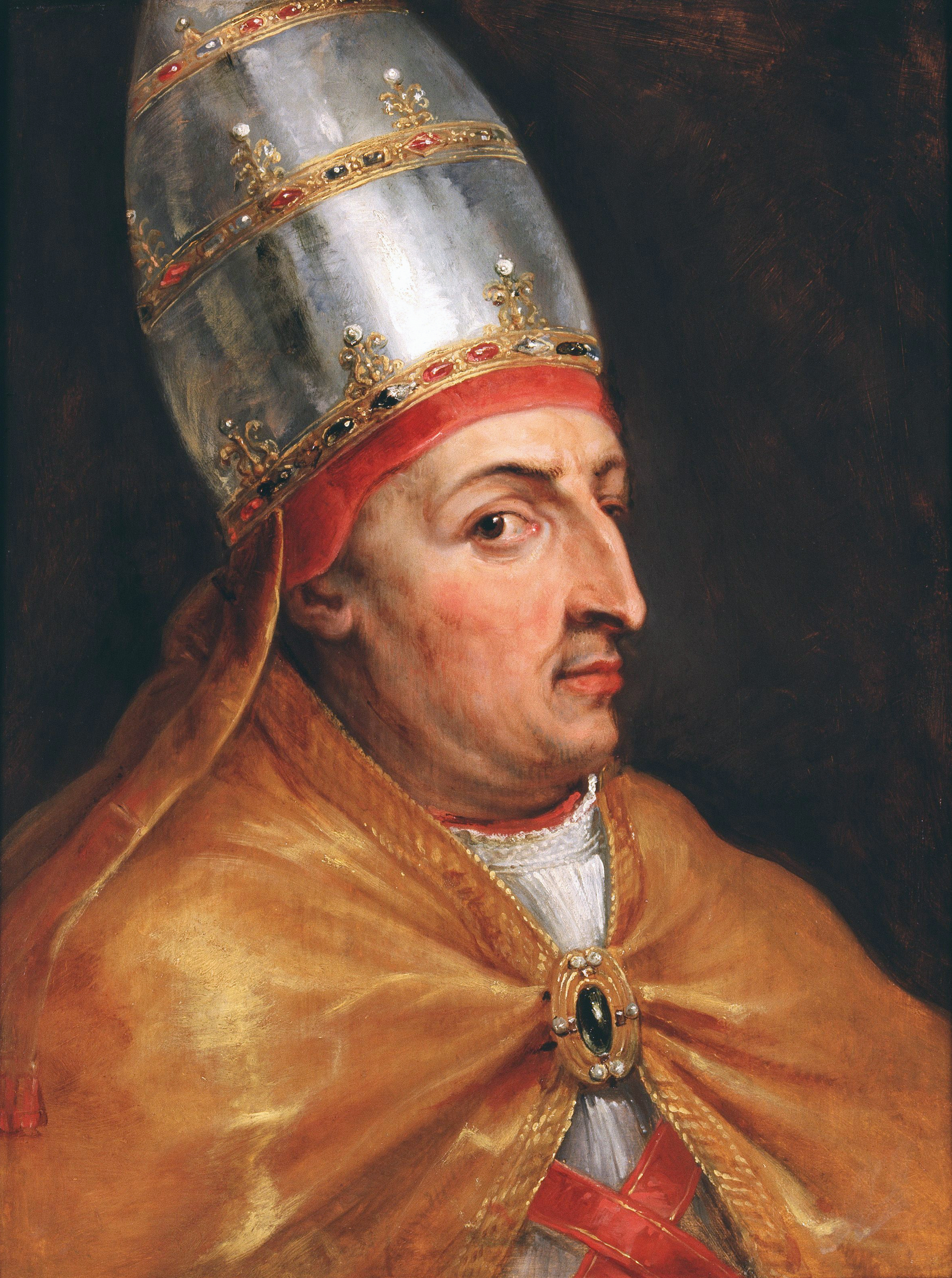
"Papa Nicolás V", obra de Peter Paul Rubens, c. 1616.

La grandeza y brillo de su pontificado, sin embargo, se vieron opacados por la caída de Constantinopla a manos de los turcos otomanos en 1453. El papa sintió amargamente esta catástrofe como un doble golpe para el mundo cristiano y el de las letras griegas.
Nicolás V intentó llevar a cabo una cruzada, y se esforzó por conciliar la animosidad mutua de los estados italianos, pero sin mucho éxito. No vivió lo suficiente para ver el efecto de los eruditos griegos que debieron exiliarse en la península itálica.
Para la realización de sus obras de embellecimiento, Nicolás V fue motivado por su profundo deseo "para fortalecer la fe débil de la población por la grandeza de lo que se ve". El pueblo romano, sin embargo, no apreció ni sus motivos ni sus resultados, y en 1452 se realizó una conspiración para derrocarlo bajo la dirección de Stefano Porcari; sin embargo, es descubierta y aplastada a tiempo. Esta rebelión, junto con la caída de Constantinopla en 1453, ensombreció los últimos años del Papa Nicolás. "Como Tomás de Sarzana" dijo, "he tenido más felicidad en un día que ahora en todo un año".
Falleció enfermo de gota el 24 de marzo de 1455.